# Hemilophia
Hemilophia é um género botânico pertencente à família Brassicaceae.